# Meds
Meds är Placebos femte album. Det släpptes den 13 mars 2006.

## Låtförteckning
1. "Meds" (med Alison Mosshart från The Kills)
2. "Infra-Red"
3. "Drag"
4. "Space Monkey"
5. "Follow The Cops Back Home"
6. "Post Blue"
7. "Because I Want You"
8. "Blind"
9. "Pierrot The Clown"
10. "Broken Promise" (med Michael Stipe från R.E.M.)
11. "One Of A Kind"
12. "In The Cold Light Of The Morning"
13. "Song To Say Goodbye"